# Soudní rok
Soudní rok je starší označení pro čas a místo, kde bude soud jednat s účastníky řízení v rámci civilního procesu. Nedojde-li tehdy k rozhodnutí dané věci, bude jednání odročeno.
Původně byl soudní rok upraven v § 130–139 rakouského civilního řádu soudního, přičemž se zásadně konal v soudní budově. Mimo ni tehdy, jestliže by jednání bylo snazší nebo méně nákladné. V českém právu se podle občanského soudního řádu rozlišuje klasické soudní jednání (§ 115 a násl.) a tzv. jiný soudní rok, kterým je především přípravné jednání (§ 114c) sloužící k objasnění a odstranění nedostatku podmínek řízení, doplnění tvrzení a návrhů na provedení důkazů apod., tak aby ve vlastním jednání mohlo být rozhodnuto. Protože takový jiný soudní rok není standardním jednáním soudu, nemusí se konat v jednací síni a soudci při něm též nemusí nosit talár. Výslovně pak jiný soudní rok upravuje zákon o zvláštních řízeních soudních (§ 18), kde může také sloužit k přípravě vlastního jednání, ale lze jej využít i k projednání a rozhodnutí dané věci, včetně dokazování, jestliže je to např. vhodné provést v neformálním a pro účastníka příznivějším prostředí (kupř. při detenčním řízení podle § 77 zpravidla v daném zdravotním ústavu).